# 江加埔來文化華小
江加埔來国民型华文小學，简称文化华文小学（SJKC Woon Hwa）。其校址坐落於馬來西亚柔佛州古來县。

## 校史
該校建立於1938年，最初校舍位於居鑾縣新邦令金南亞意園丘內，二戰后首次遷移至新邦令金的敦依斯邁園丘。20世纪70年代，全校共有學生80人，但因附近地區老齡化及人口的遷移，在1997年時，全校只剩下3名學生。在如此困境下，文化華文小學董事會開始尋找合適的遷校地點，最終於2002年再度遷移至馬來西亞柔佛州古來縣，新校舍於2002年1月7日正式啟用。
2號校舍“胡淑明楼”及3號校舍“何瑤焜樓”分別於2005年及2007年正式竣工，2012年禮堂落成。2017年，文化華文小學正式進行新校舍（第4號）的建設工作，原預計2019年完成，但直到今日仍在建設中。

#### 疫情風波
2021年4月13日，文化華文小學的一名教师的亲人確診COVID-19。因此，該老師於文化小學所授課的4個班級於2021年4月14及15日改為網課，直到4月18日才恢復實體上課。但根據之後的檢測得知該老師並未確診，文化小學該次疫情風波也就此结束。